# 命運快車
《命運快車》，是香港無綫電視1991年拍攝的電視連續劇，全劇共20集，監製劉仕裕。主要演員有林文龍、鄭伊健、歐陽震華、胡櫻汶、戴誌衛、王　偉、姚正菁等。
《命運快車》反映60年代末的一部電視劇，從小人物的世界裡反映當時人們的生活情境，發人深省。

## 故事大綱
徐家其出生於低下家庭，父是街邊「飛髮佬」，樂天知命，但母卻貪慕虛榮，與藥店老闆私通，帶兒子捨夫而去。長大後，家其結識了阮惠喬等義氣朋友，並合作經營客貨車生意。惠喬之妹阮惠心本對家其有偏見，後被他正直所感動，對其萌生愛意。而因惠心緣故，家其認識了傾慕惠心之富家子姜世傑。世傑雖含著金鎖匙出世，但為人和善，沒機心，平易近人，兩個背景截然不同的人竟成了好友。
偶然機會下，家其獲黑社會頭子姜嘯海賞識，更加入了他的集團工作，因此招來嘯海手下蔣百川妒忌。另一方面，家其亦發現原來世傑乃嘯海的兒子，而世傑更因為得知惠心深愛家其而漸生妒意。就在此時，嘯海竟遭人謀殺身亡，在百川的唆擺下，世傑誤以為家其乃是殺父奪權的仇人，遂一步步向昔日好友家其展開報復，重奪失去的所有…

## 演員表
- 林文龍 飾 徐家其
- 鄭伊健 飾 姜世傑
- 歐陽震華 飾 阮惠喬
- 胡　楓 飾 徐金發
- 馬海倫 飾 唐美華
- 蔡　雲 飾 曾從正
- 譚一清 飾 坤　爺
- 孟　龍 飾 何義寶
- 鄭君熾 飾 黃漢光
- 關　菁 飾 朱經理
- 洪智生 飾 曾康定
- 陳子豪 飾 徐家其(童年)
- 何鳳儀 飾 肥　婆
- 羅慧虹 飾 女賓甲
- 許思敏 飾 女賓乙/女賓甲
- 洪大華 飾 男賓甲
- 何文進 飾 男賓乙
- 梁家慈 飾 徐家其(少年)
- 徐錦明 飾 亞　松
- 羅　鴻 飾 C.I.D.甲
- 薛　峻 飾 C.I.D.乙
- 陳韻如 飾 葉　寧
- 江　寧 飾 寧　父
- 楓 飾 寧　母
- 吳啟明 飾 趙公子
- 林家棟 飾 趙手下甲
- 彭峻輝 飾 趙手下乙
- 張炳全 飾 飛仔甲
- 林志泰 飾 飛仔乙
- 蔡志峰 飾 飛仔丙
- 李玉媚 飾 女賓乙
- 黎寶儀 飾 琴　師
- 陳惠瑜 飾 曾家工人
- 胡櫻汶 飾 阮惠心
- 葉碧雲 飾 鄭玉燕
- 李桂英 飾 Winnie
- 孫季卿 飾 老工友
- 黃思恩 飾 律　師
- 容嘉勵 飾 Winnie同事
- 孫海飆 飾 Hi Fi店東主
- 田永加 飾 Lounge經理/酒廊經理
- 戴誌衛 飾 蔣百川
- 何璧堅 飾 通　叔
- 韋家華 飾 同學甲
- 韋家雄 飾 同學乙
- 周肇維 飾 途人甲
- 周煥培 飾 C.I.D.甲
- 劉文俊 飾 油脂飛
- 褚肇祺 飾 酒廊琴師
- 黃瑋琳 飾 學　生
- 張百賢 飾 學　生
- 許志佳 飾 學　生
- 梅智清 飾 老　客
- 王翠玉 飾 酒廊歌手
- 馮瑞珍 飾 酒廊女工
- 王　偉 飾 姜嘯海
- 徐寶麟 飾 川手下/手　下
- 王偉樑 飾 川手下/手　下
- 計祥龍 飾 川手下
- 練錦文 飾 川手下
- 凌禮文 飾 平　叔
- 莫燕嫦 飾 秘　書
- 朱鐵和 飾 勁　強
- 黃文標 飾 強手下甲
- 招偉華 飾 強手下乙
- 郭卓樺 飾 囚　犯
- 朱成想 飾 朱　標
- 黃健峰 飾 督導員
- 姜為南 飾 高級督導員
- 何昭傑 飾 C.I.D.
- 姚正菁 飾 藍小曼
- 黃德斌 飾 神秘人
- 承　恩 飾 炳　叔
- 林道權 飾 夜總會部長
- 梁樂兒 飾 Mimi
- 馬麗紅 飾 舞小姐
- 鄧煜榮 飾 客　人
- 麥皓為 飾 大耳窿
- 廖麗麗 飾 同學甲母
- 溫雙燕 飾 同學乙母
- 呂劍光 飾 同學乙父
- 區　嶽 飾 四　叔
- 虞天偉 飾 大圈榮
- 蕭山仁 飾 勝　叔
- 郭卓樺 飾 青年Paul
- 馬健聰 飾 榮手下甲
- 黃德斌 飾 海手下甲
- 譚兆明 飾 海手下乙
- 黎秀英 飾 姜家女傭/女　僕
- 侯震宇 飾 幼年傑
- 凌　漢 飾 幫會頭甲
- 飾 幫會頭乙
- 麥子雲 飾 大哥成
- 陳勉良 飾 囚　犯
- 李衛民 飾 C.I.D.
- 梁健平 飾 唱片監製
- 鄧汝超 飾 C.I.D.
- 李健強 飾 職　員
- 曾耀明 飾 手　下